# Nił Chasewycz
Nił Chasewycz (ukr. Ніл Хасевич; ur. 13 listopada 1905 w Diuksynie na Wołyniu, zm. 4 marca 1952 w Suchiwcach k. Równego) – ukraiński grafik, w latach 1927–1937 członek grupy artystycznej „Spokij”.

## Życiorys
W 1923 eksternistycznie ukończył gimnazjum w Równem, w latach 1925–1926 pracował jako pomocnik pisarza ikon. Od 1926 wolny słuchacz w Akademii Sztuk Pięknych w Warszawie, w latach 1930–1933 student tej uczelni.
Współpracował z czasopismem „Wołyn” oraz piastował stanowisko głównego propagandzisty grupy UPA „Piwnicz” pod dowództwem Dmytro Klaczkiwskiego „Kłym Sawur”.
Najbardziej znany z ekslibrisów wykonywanych techniką drzeworytu. Wydano dwa albumy z jego pracami: Ekslibris Nila Chasewycza (1939) i Grafika w bunkerach UPA (1952).
W 1948 odznaczony Srebrnym Krzyżem Zasługi UPA, którego projektu był autorem. Zginął w walce w szeregach UPA.
O jego życiu opowiada film Zdobuty abo ne buty w reżyserii Mychajły Tkaczuka.